# Oto Alšer
Oto Alšer (8. januar 1880. Perlez na Begeju, Banat, nekada Austro-Ugarska; 29. decembar 1944, Trgu Žiu, Rumunija) bio je austrijsko-rumunski književnik.
Oto Alšer je rođen 8. januara 1880. godine kao najstarije od tri deteta u Perlezu u porodici fotografa, u to vreme na jugoistoku Habzburške monarhije.

## Najznačajnija dela
- , Štutgart, 1909.
- , , Berlin, 1910.
- , , Berlin, 1912.
- , , Minhen, 1914.
- , , Temišvar, 1915.
- , Minhen, 1917.
- , , Minhen, 1928.
- , , Minhen, 1937.
- , Temišvar, 1943.